# HD 15064
HD 15064，又名CD-41 681，SAO 215892、HR 706，是一颗恒星，视星等为6.18，位于銀經254.5，銀緯-66.45，其B1900.0坐标为赤經2h 20m 32.3s，赤緯-41° -66.45′ 46″。